# Vuohisaari (ö i Päijänne-Tavastland, Lahtis, lat 61,30, long 26,24)
Vuohisaari är en ö i Finland. Den ligger i sjön Imjärvi och i kommunen Heinola i den ekonomiska regionen  Lahtis ekonomiska region  och landskapet Päijänne-Tavastland, i den södra delen av landet, 140 km nordost om huvudstaden Helsingfors. Öns area är 10,1 hektar och dess största längd är 0,7 kilometer i nord-sydlig riktning.